# Upsilon Andromedae b
Upsilon Andromedae b (a volte chiamato Upsilon Andromedae Ab), o anche Saffar, è un pianeta extrasolare in orbita alla stella Upsilon Andromedae A.
Scoperto nel 1996 da Geoffrey Marcy e R. Paul Butler, è stato uno dei primi pianeti gioviani caldi ad essere individuato.
Upsilon Andromedae b è il pianeta più interno del suo sistema planetario, che finora comprende altri tre pianeti noti.

## Scoperta
Come la maggior parte dei pianeti extrasolari finora scoperti, Upsilon Andromedae b è stato individuato analizzando le variazioni nella velocità radiale della stella causate dalla gravità del pianeta.
La scoperta è stata annunciata nel 1996, insieme a quella di 55 Cancri b e Tau Boötis Ab.

## Orbita e massa

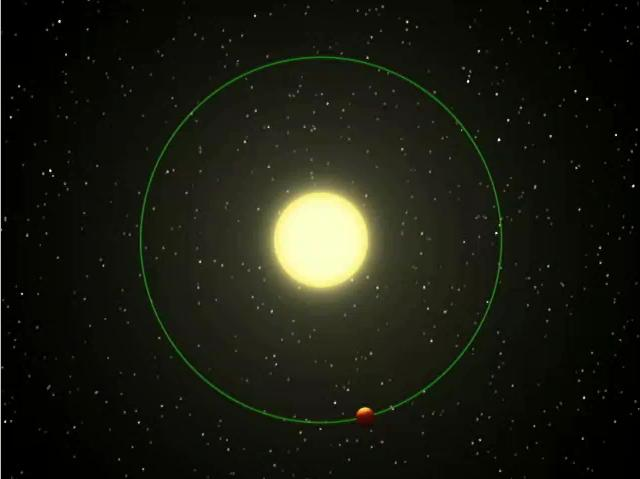
L'orbita di Upsilon Andromedae b.

Come 51 Pegasi b, il primo pianeta scoperto attorno a una stella normale, Upsilon Andromedae b orbita molto vicino alla propria stella, molto più vicino di Mercurio dal Sole. Il pianeta impiega 4,617 giorni per completare un'intera orbita e ha un semiasse maggiore di 0,0595 UA.
Una limitazione nel metodo della velocità radiale usato per scoprire il pianeta è che permette di stimare solo un limite inferiore per la massa. Nel caso di Upsilon Andromedae b il limite è posto a 68,7% della massa di Giove, tuttavia a seconda dell'inclinazione orbitale la vera massa potrebbe essere molto più alta.

## Caratteristiche
Data la sua elevata massa è probabile che il pianeta sia un gigante gassoso senza una superficie solida. Siccome il pianeta è stato rilevato solo indirettamente, caratteristiche quali il raggio, la composizione e la temperatura al momento non sono note.

Ipotizzando che la composizione del pianeta sia simile a quella di Giove e che sia in un ambiente prossimo all'equilibrio chimico, si prevede che possa avere nubi di silicati e ferro nell'alta atmosfera.
Il telescopio spaziale Spitzer ha misurato la temperatura del pianeta e ha scoperto una notevole differenza tra i due emisferi del pianeta, dai 20-230 °C di un emisfero ai 1400-1650 °C dell'altro. Questa differenza ha portato ad ipotizzare che Upsilon Andromedae b sia in rotazione sincrona, mostrando quindi sempre la stessa faccia alla propria stella. Quel che più ha colpito l'attenzione degli esperti è stata la straordinaria scoperta della variazione di temperatura tra la faccia del pianeta che si espone perennemente alla propria stella e l'altra che invece rimane in ombra. Contrariamente a quanto ci si potesse aspettare, il punto più caldo di Upsilon Andromedae b risiede esattamente nel punto in cui il pianeta rimane nascosto dalla luce della stella, una zona che in teoria dovrebbe essere più fredda. Gli esperti hanno tentato di spiegare tale condizione attraverso il fenomeno dei venti supersonici, che innescherebbero onde d'urto capaci di riscaldare i gas del pianeta fino a provocare interazioni magnetiche tra la stella e Upsilon Andromedae b. Tuttavia si tratta di ipotesi non confermate che necessitano di studi accurati e più approfonditi.
Il pianeta sembra essere responsabile per l'incremento dell'attività cromosferica della sua stella.
Si pensa che Upsilon Andromedae b non abbia satelliti, dato che le forze di marea li avrebbero o espulsi dall'orbita o distrutti in tempi relativamente brevi se paragonati all'età del sistema.